# Physoconops pictus
Physoconops pictus är en tvåvingeart som först beskrevs av Fabricius 1794.  Physoconops pictus ingår i släktet Physoconops och familjen stekelflugor. Inga underarter finns listade i Catalogue of Life.